# Ciaculli-Croce Verde
Ciaculli-Croce Verde è la nona unità di primo livello di Palermo.
Fa parte della II Circoscrizione.

## Descrizione
L'area comprende le frazioni agricole di Ciaculli, e di Croceverde-Giardina. Questa unità conta, sommati gli abitanti di entrambe le frazioni, quasi 11.000 abitanti. Il territorio si estende nell'angolo più remoto della pianura Conca d'oro, completamente coltivata ad agrumi ai piedi del Monte Grifone. L'area confina con il territorio comunale di Belmonte Mezzagno.